# 佐藤賢二
佐藤 賢二（さとう けんじ、1950年8月21日 - 2020年5月1日）は、日本の調教師、元騎手。船橋競馬場所属。千葉県調教師会会長。宮城県出身。
南関東牡馬四冠馬トーシンブリザード、2017年現在唯一の南関東牝馬三冠馬チャームアスリープの管理調教師として知られる。なお、牝馬三冠のひとつ・東京プリンセス賞は騎手としても制している。所属騎手に石崎駿、山本聡紀、篠谷葵。
騎手時代の勝負服の柄は「胴黄・赤ひし山形一本輪, そで緑」で、弟子の山本聡紀がこれを受け継いでいる。

## 来歴
1969年に騎手デビュー、同年8月18日にユウモウで初勝利をあげた。出川己代造厩舎所属の弟弟子に石崎隆之らがいる。1993年に騎手を引退、騎手としての通算成績は5703戦586勝であった。
調教師としての初出走は、1994年5月1日船橋競馬第2競走（レインボースール、4着）、初勝利は同年5月24日船橋競馬第3競走（レインボースール）。
2001年NARグランプリ優秀調教師賞受賞。ヒガシウィルウィンやキタサンミカヅキによるダートグレード競走勝利の活躍により、NARグランプリ2017で殊勲調教師賞を、翌年のNARグランプリ2018では、最優秀賞金収得調教師賞を受賞している。
2020年5月1日未明に自宅で胸の痛みを訴えて倒れ、病院に搬送されたが同日3時（JST）死去。69歳没。3日前の4月28日に大井競馬場で行われた東京プリンセス賞をアクアリーブルで制した後の悲報となった。佐藤の死去に伴い、同日付で所属管理馬及び騎手は暫定的に米谷康秀厩舎へ所属変更となった。
調教師としての通算成績は、地方競馬7058戦978勝（重賞50勝）、中央競馬21戦0勝。

## 主な騎乗馬
- ソウレイ（船橋記念）
- エリモゴールド（しらさぎ賞）
- アサカコトブキ（船橋記念）
- ビックワンショット（東京プリンセス賞）

この欄の出典：

## 主な管理馬
- トーシンブリザード（南関東四冠、全日本3歳優駿、かしわ記念、京浜盃）
- チャームアスリープ（南関東牝馬三冠）
- ハルサンサン（TCK女王盃）
- カミスドリーム（戸塚記念）
- サワライチバン（京浜盃、しらさぎ賞）
- グローバルリーダー（ロジータ記念）
- ギャンブルオンミー（東京湾カップ、黒潮盃）
- グリンゼファー（平和賞）
- セレン（京成盃グランドマイラーズ、勝島王冠）
- セルサス（ハイセイコー記念）
- キタサンツバサ（クラウンカップ）
- トラバージョ（黒潮盃、戸塚記念）
- ミスミランダー（黒潮盃、ロジータ記念）
- ヒガシウィルウィン（ジャパンダートダービー、東京ダービー、京浜盃、ニューイヤーカップ、サンタアニタトロフィー）
- キタサンミカヅキ（東京盃2回、東京スプリント、アフター5スター賞2回、プラチナカップ）
- ハセノパイロ（東京ダービー、ハイセイコー記念）
- グラヴィオーラ（東京プリンセス賞、東京2歳優駿牝馬）
- ステッペンウルフ（京浜盃）
- サクセッサー（東京湾カップ）
- ゴールドビルダー（ハイセイコー記念）
- ブラヴール（京浜盃）
- アクアリーヴル（桜花賞、東京プリンセス賞[12]）

この欄の出典：